# Decision Day
Decision Day è il quattordicesimo album in studio del gruppo thrash metal tedesco Sodom, pubblicato nel 2016.

## Tracce
1. In Retribution – 6:14
2. Rolling Thunder – 4:22
3. Decision Day – 4:03
4. Caligula – 4:01
5. Who Is God? – 4:35
6. Strange Lost World – 4:59
7. Vaginal Born Evil – 5:15
8. Belligerence – 4:00
9. Blood Lions – 3:17
10. Sacred Warpath – 5:34
11. Refused to Die – 4:27

## Formazione
- Tom Angelripper - voce, basso
- Bernd "Bernemann" Kost - chitarra
- Markus "Makka" Freiwald - batteria